# Slag bij Wogastisburg
Volgens de Kronieken van Fredegar werd de Slag bij Wogastisburg uitgevochten tussen de Slaven onder leiding van koning Samo en de Franken onder hun koning Dagobert I in 631. De Frankische legers rukten op in het Slavische gebied in drie groepen, de Alemannen, Longobarden en de Austrasische Franken. De eerste twee waren vrij succesvol, maar het belangrijkste deel van het leger, de Frankische strijdmacht zelf, werd in een drie dagen durende veldslag verslagen.
De exacte locatie van de veldslag is niet bekend omdat Fredegarius geen omschrijvingen heeft achtergelaten van de omgeving. Er zijn dan ook verschillende plaatsen de beweren dat de slag daar heeft plaatsgevonden; hieronder zijn enkele plaatsen in Bohemen, Slowakije, Beieren en Burk (bij Forchheim). Het is zelfs mogelijk dat Wogastisburg niet naar een nederzetting verwijst, maar naar een tijdelijk kamp.